# Amaurornis
Amaurornis là một chi chim trong họ Rallidae.

## Hình ảnh

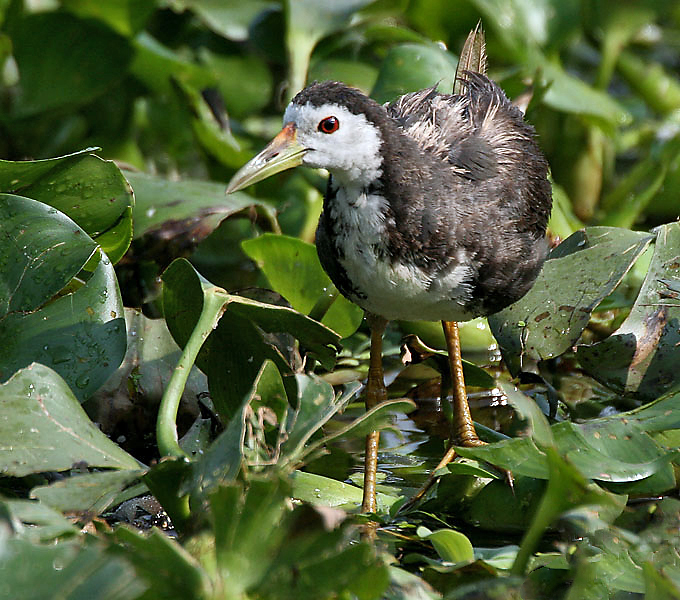
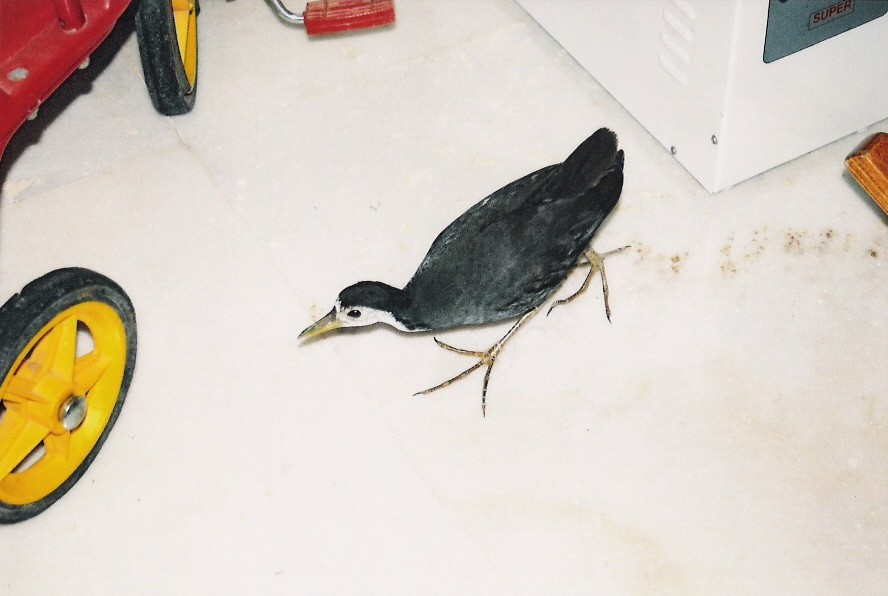

## Các loài
- Amaurornis akool
- Amaurornis bicolor
- Amaurornis flavirostra
- Amaurornis isabellina
- Amaurornis magnirostris
- Amaurornis moluccana
- Amaurornis olivacea
- Amaurornis olivieri
- Amaurornis phoenicurus